# Grisaille

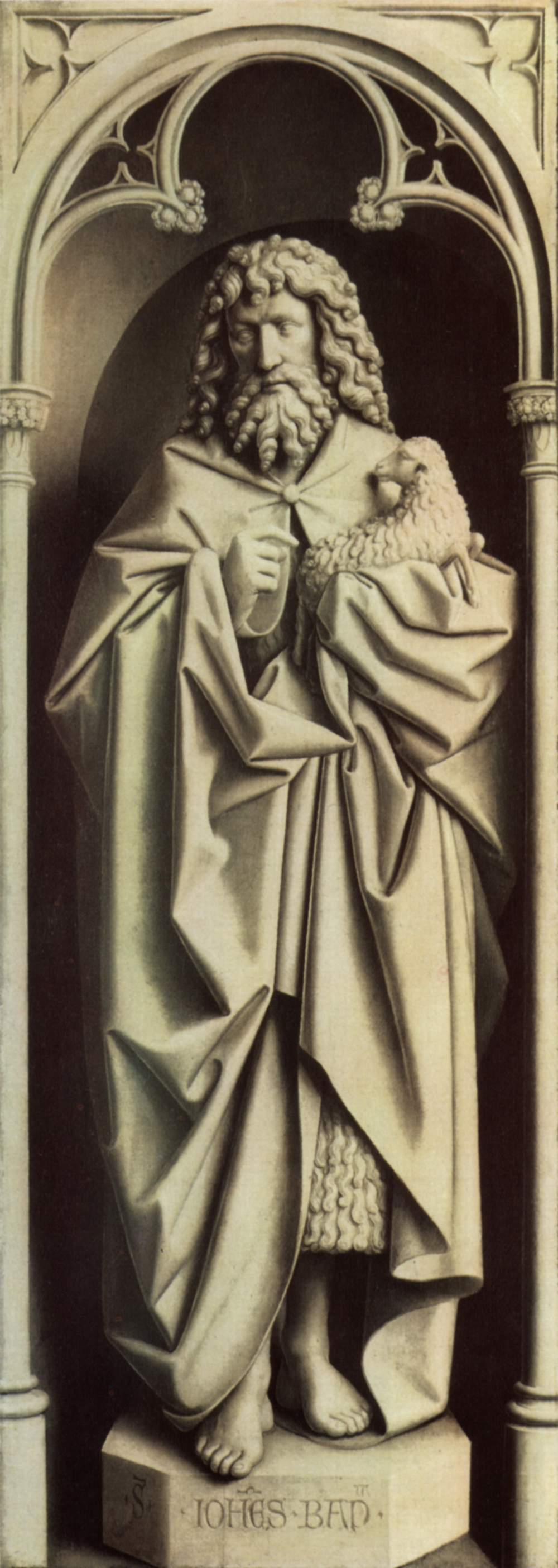
Johannes de Doper uit Het Lam Gods van de gebroeders Van Eyck

Een grisaille, of grauwschildering, is een schilderij waarin men geen natuurlijke kleuren aanbrengt maar zich beperkt tot de weergave der dingen in alle mogelijke schakeringen van dezelfde kleur, meestal grijs of bruin. Deze techniek heeft haar wortels in de oudheid maar werd vooral van de 15e tot de 18e eeuw toegepast.

## Voorbeelden
Grauwschilderingen komen al voor in de schilderkunst van de klassieke oudheid. Toen reeds was het de bedoeling een sculptuur of een reliëf in steen, hout of brons te imiteren. Net als de marmerimitatie werd deze techniek overgenomen in de Middeleeuwen en herwon aan belangstelling tijdens de renaissance. Belangrijke voorbeelden zijn de in trompe-l'oeil geschilderde reliëfs van de deugden en ondeugden die Giotto di Bondone schilderde in de Scrovegnikapel in Padua.
Bij de Vlaamse Primitieven wordt de grisailletechniek op grote schaal en op vaak magistrale wijze toegepast. Dit gebeurde vooral op de buitenluiken van geschilderde of gebeeldhouwde retabels. Hierop worden in grauwschildering figuren of groepen voorgesteld alsof het om in steen of hout gesculpteerde figuren gaat. Een goed voorbeeld zijn de "beelden" van Johannes de Doper en Johannes de evangelist die zijn geschilderd op de buitenluiken van het Het Lam Gods van Hubert en Jan van Eyck.
In de 16e eeuw blijven grauwschilderingen vaak aanwezig op de buitenzijden van geschilderde triptieken. Pas met de introductie van het zogenaamde portiekaltaar na de contrareformatie verdwijnen de triptieken en polyptieken en bijgevolg ook de grisailleschilderingen uit de kerken. Grisailleschilderingen op kleine schaal worden vaak gemaakt om het meesterschap van de kunstenaar in het weergeven van het spel van licht en donker te demonstreren. Dergelijke stukjes worden dan ook gewilde verzamelobjecten vanaf het einde van de 16e eeuw. Een beroemd en vroeg voorbeeld is het kleine werkje met de Dood van de H.Maagd dat Pieter Bruegel de Oude schilderde (Upton House, The National Trust).
In de 17e en 18e eeuw worden grauwschilderingen meer en meer gebruikt als imitatie van sculptuur en ornament bij de versiering van een woning. Vaak zijn grisailles boven deuren of in de hoeken van een plafond als paneelvulling aangebracht. Een specialist op dit gebied was Jacob de Wit (1695-1754). Vaak wordt er dan ook van "witjes" gesproken. In Amsterdam zijn veel "witjes" bewaard gebleven. 
In de Zuidelijke Nederlanden (België) en Frankrijk waren in de 18e eeuw onder meer de Antwerpenaar Martin-Joseph Gheeraerts en de uit Doornik afkomstige Piat Sauvage beroemd in dit genre. Hun werken zijn qua stijl en techniek goed te vergelijken met de zogenoemde "witjes" of "grauwtjes". 

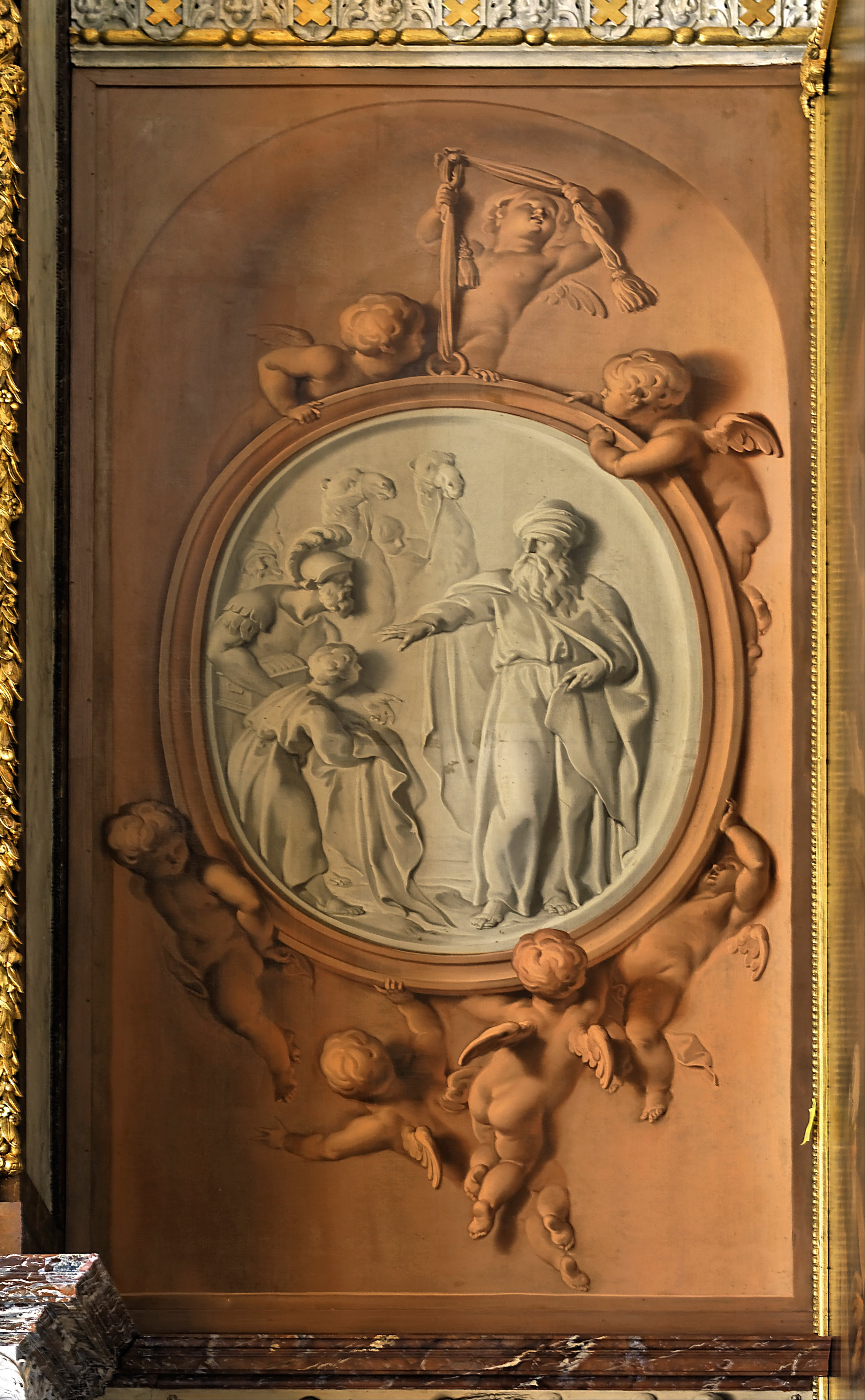
Plafondschildering, Jacob de Wit, 1737
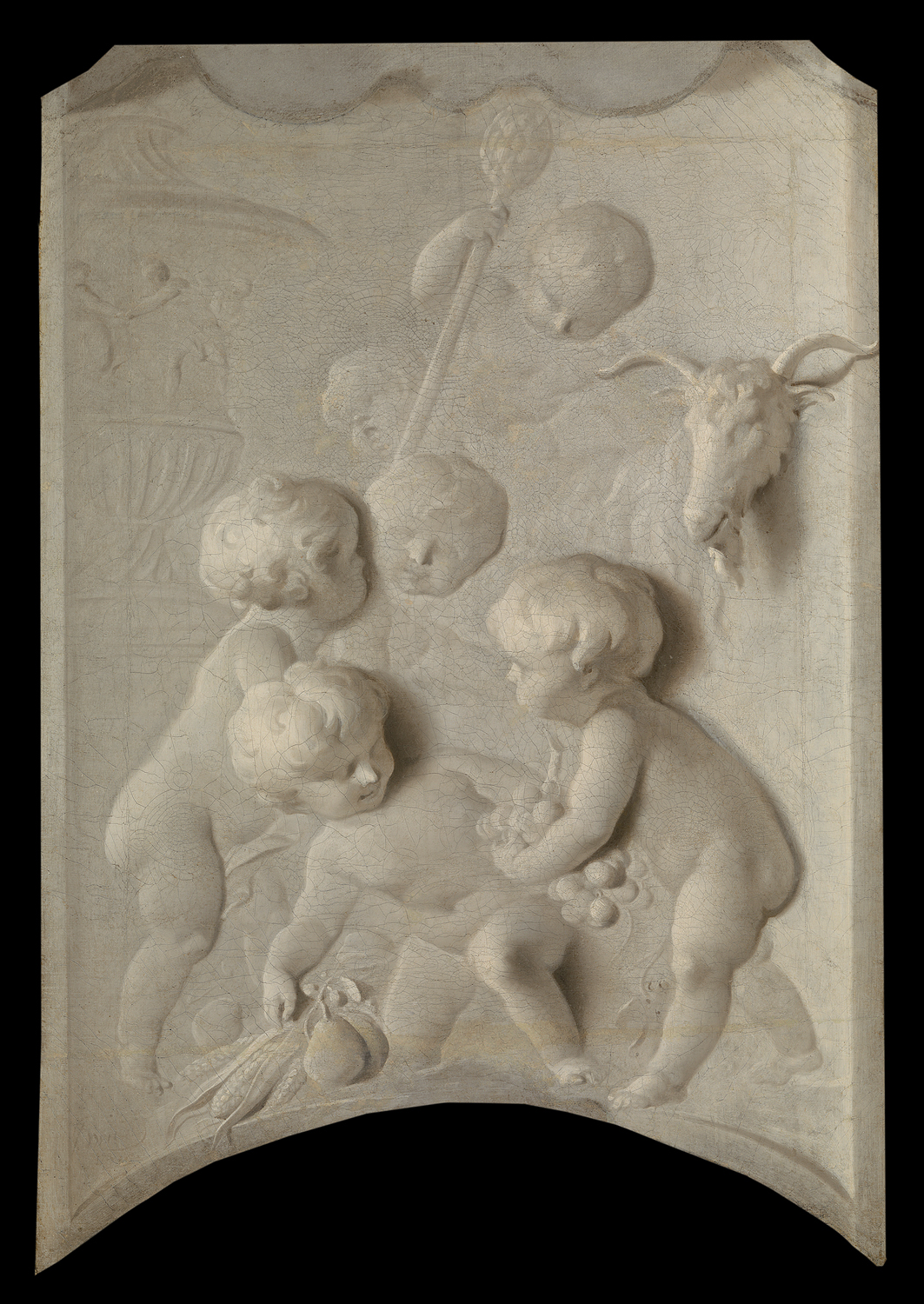
Schoorsteenstuk door Jacob de Wit, 1732
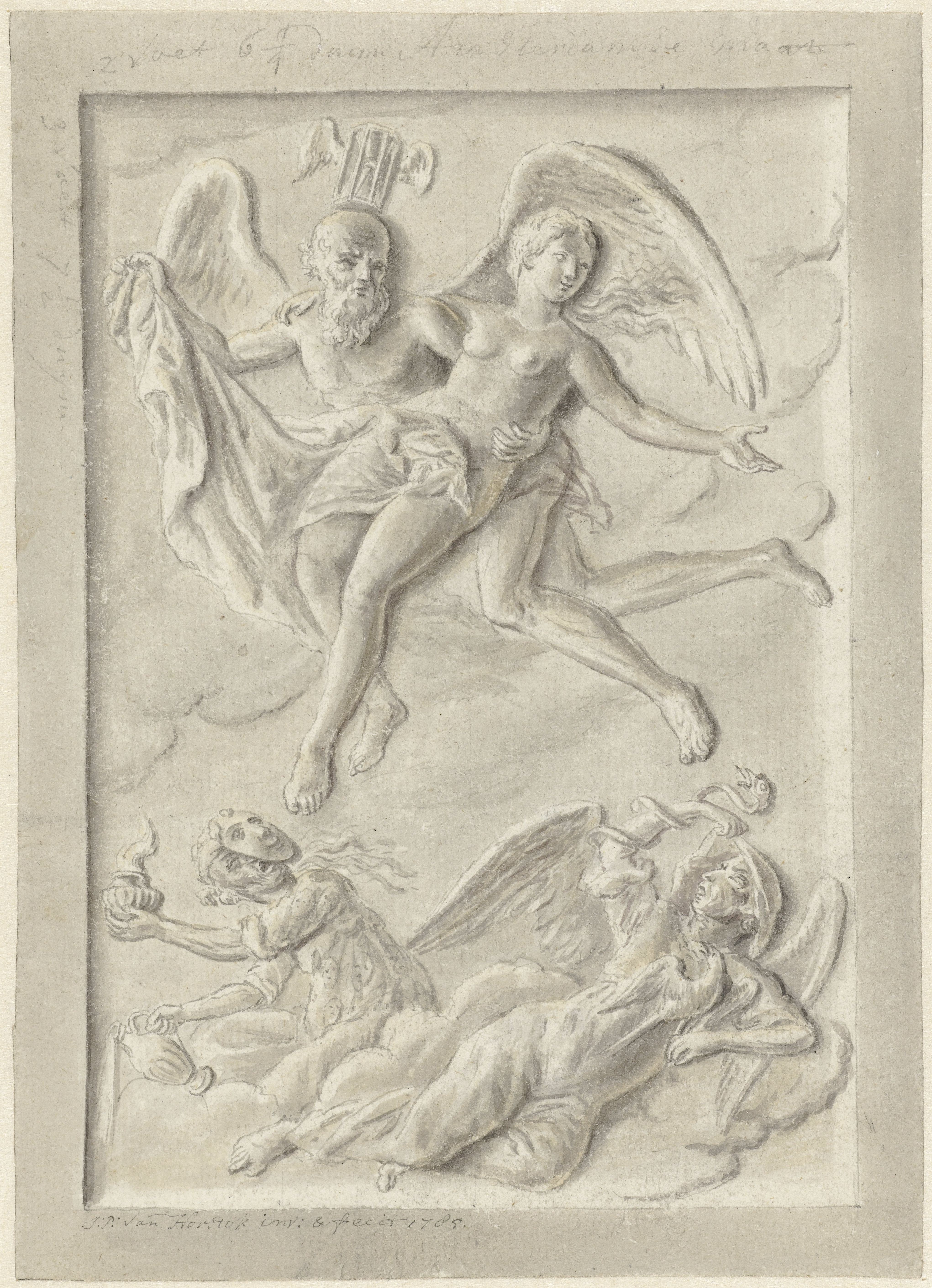
Ontwerp van grauwtje door J.P van Horstok, 1785